# Бельгійський центр коміксів
Бельгійський центр коміксів — музей в Брюсселі, присвячений бельгійським коміксам.

## Будівля
Музей розташований у модерній будівлі колишнього текстильного складу, спроектованій Віктором Орта та відкритій 1906 року. Після смерті власника в 1920 році будівля почала занепадати. У 1975 році завдяки зусиллям учня Орта будинок було внесено до реєстру пам'яток. У 1983 році держава викупила будівлю у спадкоємців власника. Наступного року було засновано Бельгійський центр коміксів, некомерційна організація, очолювана Бобом де Моором, близьким соратником Ерже. За підтримки королівського двору і Уряду було проведено капітальний ремонт будівлі. Бельгійський центр коміксів відкрився для відвідувачів 6 листопада 1989 року.

## Колекція
У музеї є постійні виставки, присвячені історії коміксів, мистецтву малювання коміксів, героям коміксів, а також роботи видатних бельгійських карикатуристів: Ерже — творця Тінтіна і Рейо — творця смурфів. Можна скористатися бібліотекою і читальною залою, де зібрано понад 3000 коміксів на 36 мовах.

## Галерея

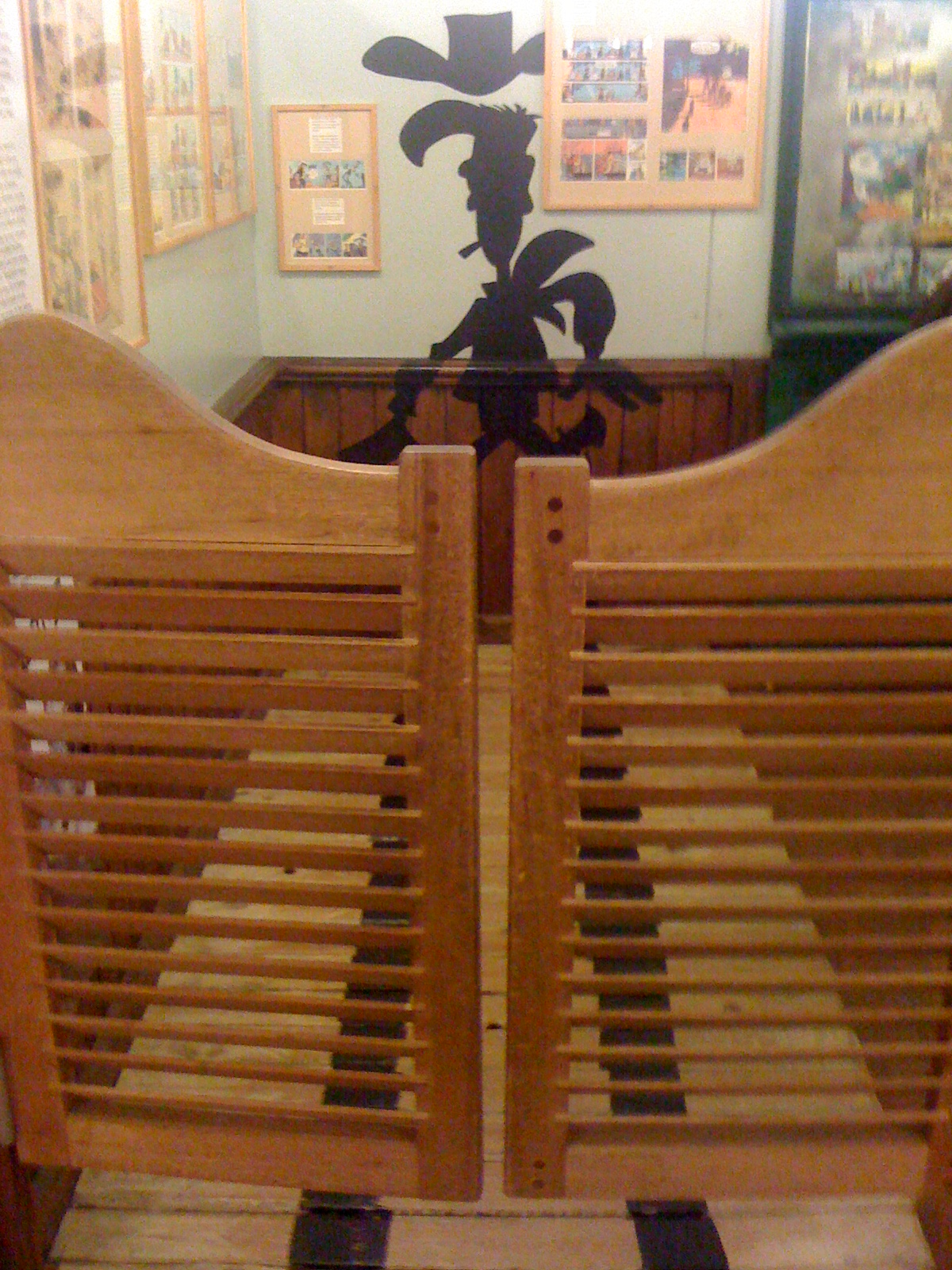
Щасливчик Люк
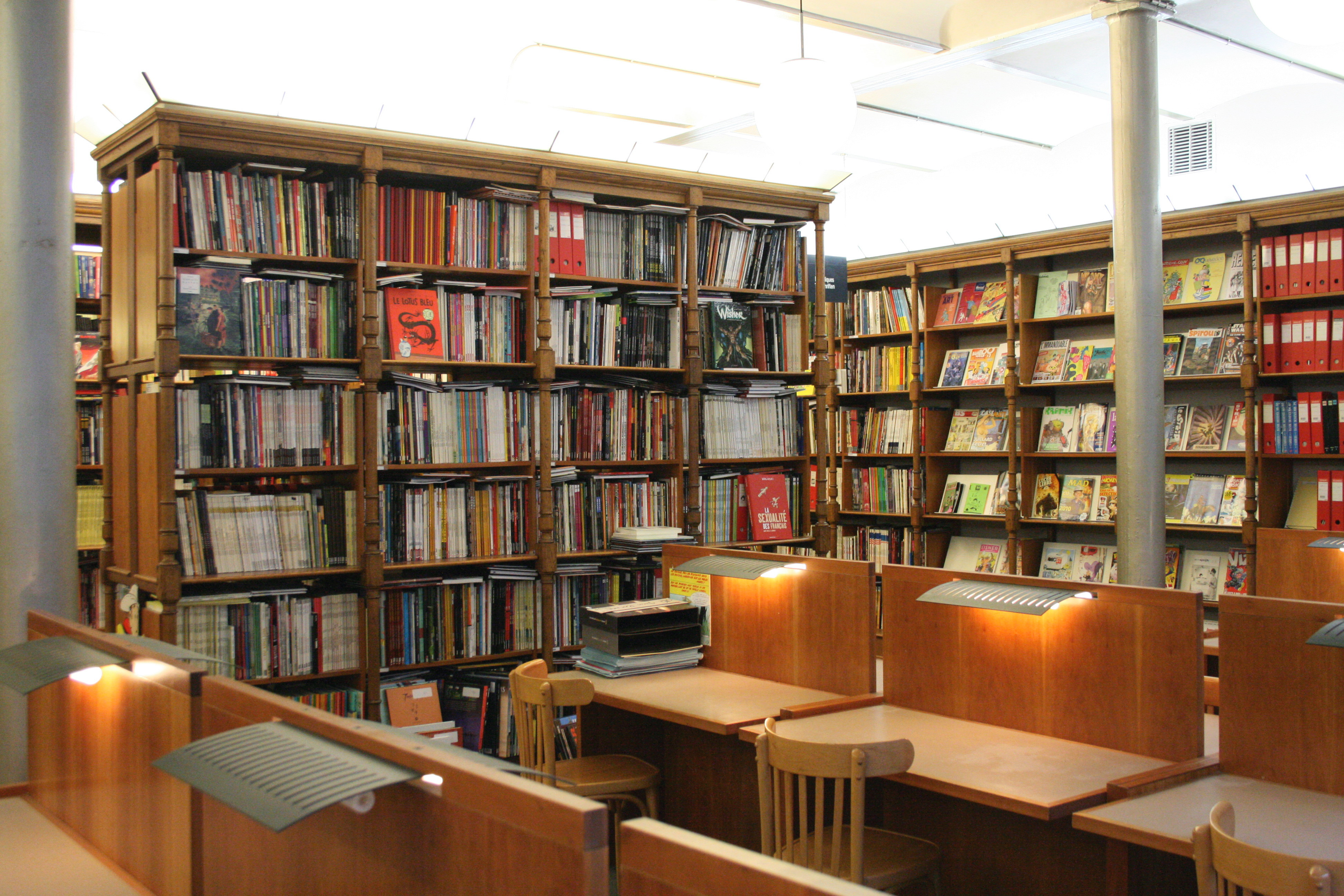
Бібліотека
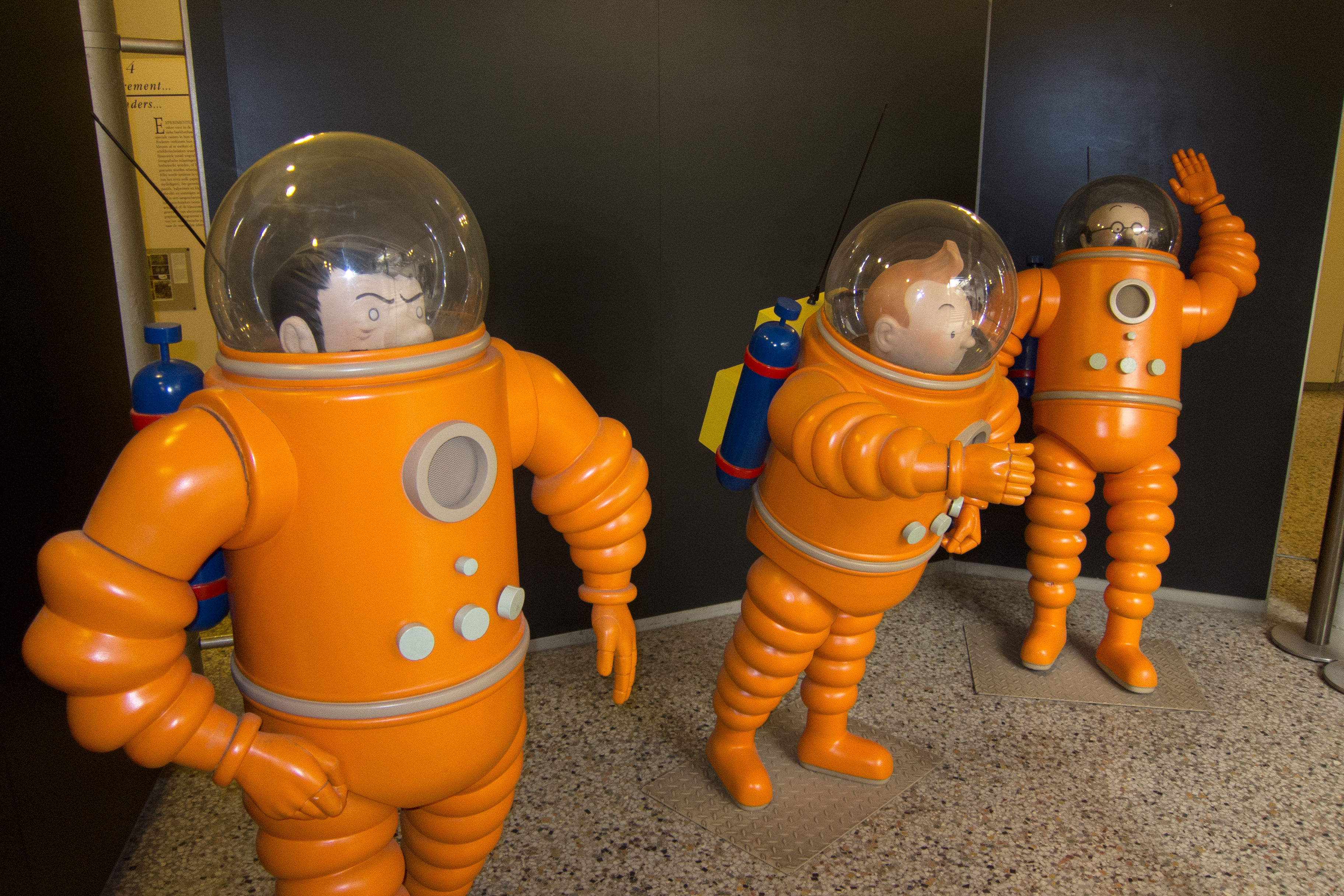
Пригоди Тентена
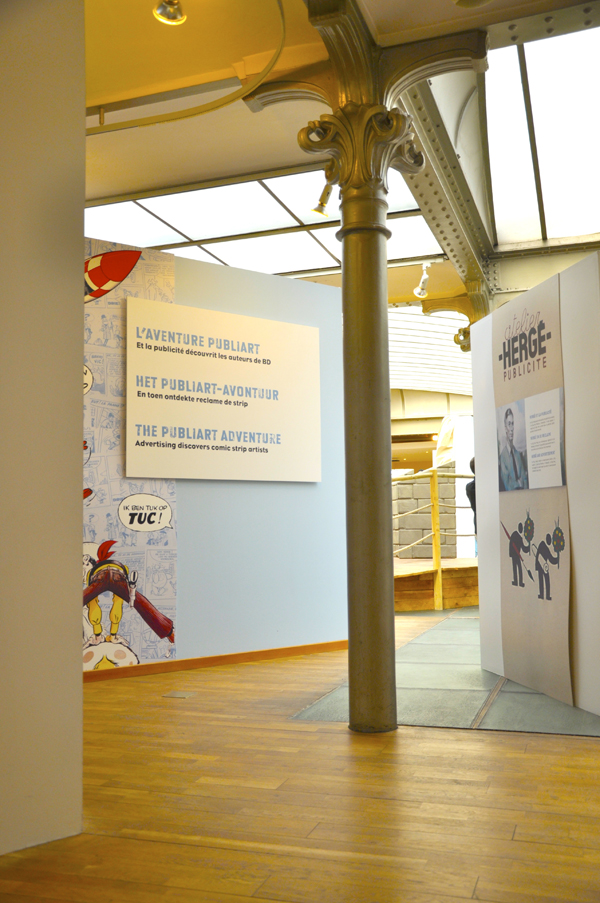
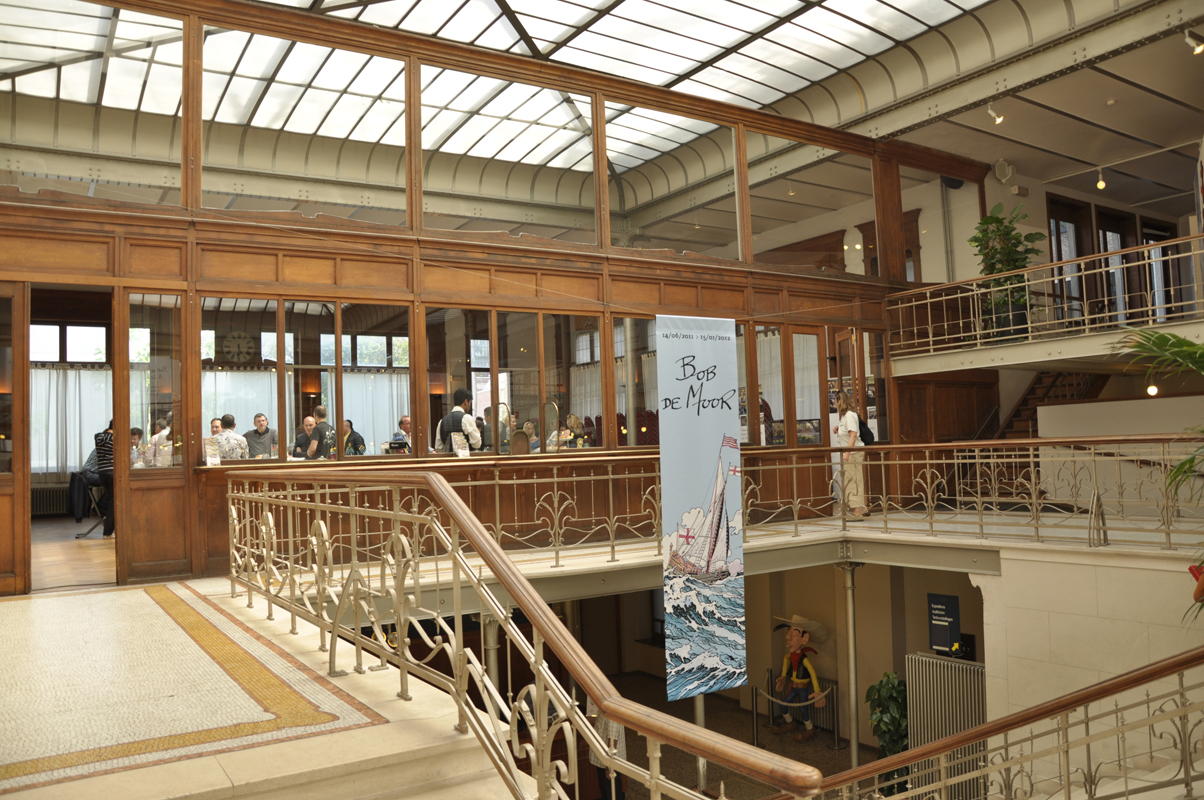